# La cumparsita
La cumparsita – tango napisane w 1919 roku przez 22-letniego Urugwajczyka Rodrigueza. Jest uznawane za najsłynniejsze urugwajskie tango; pierwotnie napisane jako marsz.
Z początku było grane w kawiarni La Giralda w Montevideo, Urugwaj. Jedno z pierwszych nagrań wykonała orkiestra Alonso – Minotto na stronie B płyty. Roberto Firpo dokonał aranżacji na melodię tanga i napisał trzecią część oraz dokonał pierwszego nagrania tej wersji.
Utwór został przebojem. Enrique Maroni i Pascual Contursi ułożyli do La cumparsity nowy tekst, nazywając ją Si Supieras – Gdybyś wiedziała. Po podbiciu Buenos Aires piosenka zawojowała świat i zaczęło z nią być utożsamiane samo tango.
Gerardo Matos Rodríguez spędził w sądach dwadzieścia lat, starając się odzyskać prawa do La cumparsity, którą sprzedał za 20 pesos. W 1948 Francisco Canaro, przewodniczący Argentyńskiego Stowarzyszenia Autorów i Kompozytorów (SADAIC), wydał orzeczenie dzielące dochody z La cumparsity.

## W kulturze
W dramacie Sławomira Mrożka „Tango” właśnie do „La cumparsita” Edek i Eugeniusz tańczą tytułowe tango.